# Otto Laporte
Otto Laporte (Mainz, 23 de julho de 1902 — Ann Arbor, 28 de março de 1971) foi um Físico estadunidense nascido na Alemanha.
Trabalhou com mecânica quântica, teoria da propagação de radiação eletromagnética, espectroscopia e dinâmica dos fluidos. Seu nome está conectado à regra de Laporte em espectroscopia e ao Prêmio Otto Laporte da American Physical Society.

## Vida e obra
Quando Sommerfeld era professor visitante nos Estados Unidos, ele aprendeu sobre as bolsas do International Education Board criadas pela Fundação Rockefeller. Sommerfeld recomendou calorosamente Laporte para uma bolsa, que lhe foi concedida por dois anos a partir de 1924. Laporte usou a bolsa para fazer pós-doutorado e pesquisa no National Bureau of Standards em Washington, D.C. Lá, ele foi influenciado por William F. Meggers, Gregory Breit, Merle A. Tuve, Paul D. Foote, F. L. Mohler, Arthur Ruark e Harold Urey.
Após sua bolsa, Laporte foi convidado, em 1926, para a Universidade de Michigan por Harrison M. Randall, presidente do departamento de física. Laporte serviu como instrutor por um ano e depois foi promovido a professor assistente. Era a intenção de Randall desenvolver as capacidades de física teórica em Michigan, então em 1927 Laporte foi acompanhado por George Eugene Uhlenbeck, Samuel Abraham Goudsmit e David M. Dennison, que permaneceu em Michigan por muitos anos.
Em 1928, Laporte foi convidado como professor convidado na Universidade Imperial de Kyoto. Enquanto estava no Japão, ele recebeu uma mensagem urgente de Sommerfeld, que estava indo para os Estados Unidos e queria que Laporte lecionasse em seu lugar na LMU. Laporte teve que encurtar sua visita e fazer uma viagem de duas semanas sem escalas pela Ferrovia Transiberiana para chegar a Munique a tempo. Suas próximas visitas ao Japão foram como professor na Universidade de Tóquio, de licença de Michigan, em 1933 e 1937; durante esses períodos, ele aprendeu a falar japonês e entender sua cultura. Entre essas visitas, em 1935, naturalizou-se cidadão dos Estados Unidos. De 1954 a 1955, e novamente de 1961 a 1963, foi conselheiro científico do embaixador americano em Tóquio. Suas atividades resultaram em um acordo histórico de energia atômica entre os Estados Unidos e o Japão, e ele foi citado pelo Departamento de Estado dos EUA por suas principais contribuições. Entre seus serviços estrangeiros no Japão, ele serviu os Estados Unidos na Alemanha. De 1949 a 1950, Laporte foi analista de inteligência do Exército de Ocupação dos EUA em Heidelberg.
Foi em 1944 que Laporte acrescentou uma nova área às suas atividades profissionais – a dinâmica dos fluidos, que inclui o subcampo da hidrodinâmica. Naquele ano, ele publicou um artigo dando uma solução exata para o problema da elevação de um aerofólio de contorno elíptico. Dois anos depois, ele conduziu experimentos em dinâmica de fluidos com uma instalação de tubo de choque de projeto avançado montada sob Lincoln Smith em Michigan. Quando Smith saiu em 1946, Laporte assumiu a instalação. O tubo de choque permitiu-lhe fazer medições espectroscópicas em novas regiões através do aquecimento por choque dos gases. A adição da dinâmica dos fluidos às suas atividades de pesquisa foi, na realidade, uma convergência de vários de seus interesses profissionais em mecânica quântica e espectroscopia. E seu tempo na LMU influenciou isso, já que Sommerfeld havia feito trabalhos em hidrodinâmica e a tese de doutorado de Heisenberg foi sobre hidrodinâmica. Laporte foi um dos membros fundadores da Divisão de Dinâmica de Fluidos da Sociedade Americana de Física, e serviu como presidente da divisão em 1965.
Laporte tinha uma série de hobbies, que incluíam tocar piano e horticultura, especializando-se em plantas das famílias dos cactos e da euforbia.
Otto Laporte morreu em 1971 em Ann Arbor, Michigan, de câncer de estômago deixando Adele Laporte (esposa) e as filhas Claire Laporte, Irene Laporte (agora Irene Plenefisch) e Marianne Laporte.

## Livros
- Otto Laporte Theorie der Multiplettspektren Offprint from Walter Grotrian et al., Grundlagen der Astrophysik Vol. 3, Parte 2 (1930)
- Otto Laporte e R. C. F. Bartels An Investigation of the Exact Solution of the Linearized Equations for the Flow Past Conical Bodies (Michigan University Ann Arbor Office of Research Administration, 1948)
- Arnold Sommerfeld, translated from the first German edition by Otto Laporte and Peter A. Moldauer Optics - Lectures on Theoretical Physics Volume IV (Academic Press, 1964) [Título alemão e editor: Arnold Sommerfeld Optik - Vorlesungen über theoretische Physik Band 4 (Dieterich'sche Verlagsbuchhandlung, 1950)]